# عريس الموت
عريس الموت هي رواية من تأليف الكاتب المغربي عبد الحميد البجوقي، صدرت أول مرة عام 2022 عن دار "فاصلة للنشر" في طبعة تضم نحو 195 صفحة. يُعد العمل خامس إنتاجاته الأدبية، وجاء بعد سلسلة من الأعمال السردية والسياسية التي تعكس وعيه المدني وتفاعله مع التاريخ المعاصر .

## تحليل العنوان
يحمل عنوان رواية "عريس الموت" للكاتب المغربي عبد الحميد البجوقي حمولة دلالية قوية ومشحونة بالرمزية، إذ يجمع بين كلمتين متناقضتين في بنيتهما الدلالية: "عريس"، الذي يُحيل عادة إلى الفرح والبدايات الجديدة، و"الموت"، الذي يرمز إلى النهاية والفقد والعدم. هذا التناقض العميق يُمهّد منذ العتبة العنوانية لمضمون مأساوي يتجاوز الحدث إلى بعد رمزي وجودي. فالعريس الذي يُفترض أن يدخل إلى الحياة الجديدة، يتحوّل إلى ضحية يدخل في حضن الموت، وكأن الكاتب يُشير إلى جيل كامل أو فئة اجتماعية تُزفّ إلى مصير مأساوي بدل أن تحتفل بحياة كريمة. كما أن العنوان يطرح مفارقة تُثير القارئ وتدفعه إلى التساؤل: من هو هذا العريس؟ ولماذا يكون الموت هو المصير المنتظر له؟ إنها إشارة إلى هشاشة الحياة في ظل أوضاع اجتماعية أو سياسية أو وجودية قاسية، حيث تتحوّل الأحلام إلى جنائز، ويصير الحلم بالزفاف حلمًا بالنجاة. بهذا الشكل، ينجح البجوقي من خلال عنوانه في تكثيف أجواء الرواية وتحفيز القارئ على الغوص في عمق المأساة الإنسانية التي تنسجها.

## خلفية وسياق الكتابة
- كُتب النص مباشرة بعد فتح الحدود بين المغرب وإسبانيا إثر فترة جائحة كوفيد-19، وارتبط بسيرة جغرافية بين مدينتي مرتيل ومدريد.[1]
- يهدف إلى كشف مشاركة الجنود المغاربة في الحرب الأهلية الإسبانية، وفق قراءة تخييلية تسعى إلى تجاوز الطابع الوقائعي للتاريخ والتوغّل نحو الفضاء الإنساني والاجتماعي.[2]
- بالرغم من نفي الكاتب وصفها رواية تاريخية بحتة، إلا أن التفاصيل الدقيقة والإطار الزمني يجعلانها تنضوي ضمن الرواية التاريخية .

## ملخص الرواية
تتتبع الرواية رحلة البطل عبد الرحمن / أليخاندرو (الاسم الإسباني)،، الذي تم تجنيده في صفوف الفرانكيين تحت وعود دينية وسياسية، ويتحوّل من مرتزق إلى مقاوم عبر لقاءات إنسانية مهمة (مثل علاقته بـ"روزاريو").
تضم الرواية 28 محكية تسرد: مشاركة المجندين المغاربة في الحرب الأهلية. وأيضا تداعيات عنصر الدين والثقافة في تأجيج الصراع. وبالصوت الروائي ذي البصمة الذاتيّة التي تظهر وتتوارى داخل السرد.

## المحاور والرمزية
تمحورت الرواية حول مجموعة من المحاور المهمة مثل: الحرب الأهلية الإسبانية وأبعادها السياسية والعنصرية. والهجرة المعكوسة: مغاربة قاتلوا لأجندة خارجية في أرض غريبة. والصراع الثقافي والديني بين خطابات الفاشية والرأسمالية والإنسانية. وأيضا إشكالية الهوية الثنائية داخل البطل: محمد، المغربي، المسلم، ثم المتحول إلى أليخاندرو، المرتزق والمقاوم. وفي الأخير تيمات الحب والكره كمحرك للتحول الشخصي والوعي.

## الأسلوب والبناء السردي
أسلوب متخيّل يستند للوثائق حيث يدمج بين الحقائق التاريخية والخيال السردي، مما يخلق موثوقية نثرية. وتنوع لغوي ومكاني من المغرب إلى إسبانيا، ومن المسلمة إلى المسيحية. وأيضا البصمة الذاتية عبر حضور الكاتب وحواراته الداخلية ضمن الرواية، كمن ينسج سردًا مشتركًا بين التاريخ والذات .

## الاستقبال النقدي
نال ترحيبًا ثقافيًا في المغرب، خاصة في أكادير ومرتيل، عبر قراءات نقدية واجتماعات ثقافية نظمها “جمعية الشعلة للتربية والثقافة”، وغالبًا ما ذُكرت في الصحافة المحلية. وأشار النقاد إلى قيمة الرواية في إسقاط ذاكرة منسية، وكشف الأدوار المغاربية في الحرب الأهلية الإسبانية، عبر رؤية إنسانية تخييلية تاريخية.

## تقييم وتحليل
يرضخ الكتاب لتعريف الرواية كحكاية تخييلية تاريخية، تستند إلى وثائق ورواية شفاهیة . يسهم في إعادة بناء سرد مغربي للإسبانية الحديثة، تُبرز تعدد الهويات وديناميات القهر والوهم والمقاومة. يقدم خطابًا إنسانيًّا حول الهروب من دوامة العنف والجحود، ورحلة نحو التماهي مع الآخر وفقدان الانتماء الزائف.